# Aston Martin V12 Zagato

Aston Martin V12 Zagato — автомобиль, созданный в честь 50-летнего юбилея сотрудничества английского производителя суперкаров Aston Martin и итальянского кузовного ателье Zagato — их первая совместная машина, получившая название DB4 GT, вышла на рынок в 1961 году.
Купе построено на базе Aston Martin V 12 Vantage и оснащено 6-литровым 12-цилиндровым двигателем, мощностью 517 л. с. (570 Н/м), работающим в паре с 6-ступенчатой механической коробкой передач, что позволяет разгоняться до 100 км/ч за 4,2 секунды. Суперкар получил полностью алюминиевый кузов, панели которого изготовлены вручную. Автомобиль выпускался сверхмалым тиражом и доступен в 2 версиях (трековой и дорожной). Цена в Великобритании — 330 тысяч фунтов, цена в России — 51 миллион рублей (данные стоимости машины в России актуальны на 10.03.2023).